# Mistrzostwa Europy w Zapasach 1914
Mistrzostwa Europy w zapasach 1914 – 12. i zarazem ostatnia edycja nieoficjalna w zapaśniczych mistrzostwach Europy, która odbyła się w dniach 31 maja–1 czerwca 1914 roku. Zawody odbyły się w Wiedniu, gdzie zawodnicy rywalizowali w 5 kategoriach wagowych: -60 kg, -67,5 kg, -75 kg, -82,5 kg oraz +85,5 kg. Tryumfowali zapaśnicy z Węgier, którzy zdobyli 6 medali. Następna edycja zapaśniczych mistrzostw Europy odbyła się dopiero po I wojnie światowej w 1921 roku w niemieckim mieście Offenbach am Main.

## Medaliści
| Kat. wagowa | Złoto             | Srebro           | Brąz           |
| ----------- | ----------------- | ---------------- | -------------- |
| -60 kg      | Miklós Breznotics | Georg Gerstäcker | András Szoszky |
| -67,5 kg    | Volmar Wikström   | Lajos Ohrenstein | Ernő Márkus    |
| -75 kg      | Gyula Ruzicska    | August Jokinen   | Josef Dostal   |
| -82,5 kg    | Ivar Böhling      | Alois Totuschek  | Franz Kawan    |
| +82,5 kg    | Josef Brosch      | Tibor Fischer    | Franz Wagner   |

### Tabela medalowa
| Poz. | Państwo              |   |   |   | Łącznie |
| ---- | -------------------- | - | - | - | ------- |
| 1    | Węgry                | 2 | 2 | 2 | 6       |
| 2    | Finlandia            | 2 | 1 | 0 | 3       |
| 3    | Cesarstwo Austrii    | 1 | 1 | 2 | 4       |
| 4    | Cesarstwo Niemieckie | 0 | 1 | 0 | 1       |
| 5    | Bohemia              | 0 | 0 | 1 | 1       |